# Encina de San Silvestre (kommunhuvudort)
Encina de San Silvestre är en kommunhuvudort i Spanien.   Den ligger i provinsen Provincia de Salamanca och regionen Kastilien och Leon, i den centrala delen av landet, 210 km väster om huvudstaden Madrid. Encina de San Silvestre ligger 803 meter över havet och antalet invånare är 122.
Terrängen runt Encina de San Silvestre är platt. Runt Encina de San Silvestre är det mycket glesbefolkat, med 2 invånare per kvadratkilometer. Närmaste större samhälle är Ledesma, 11,2 km nordost om Encina de San Silvestre. Trakten runt Encina de San Silvestre består i huvudsak av gräsmarker.